# Rob Hyman

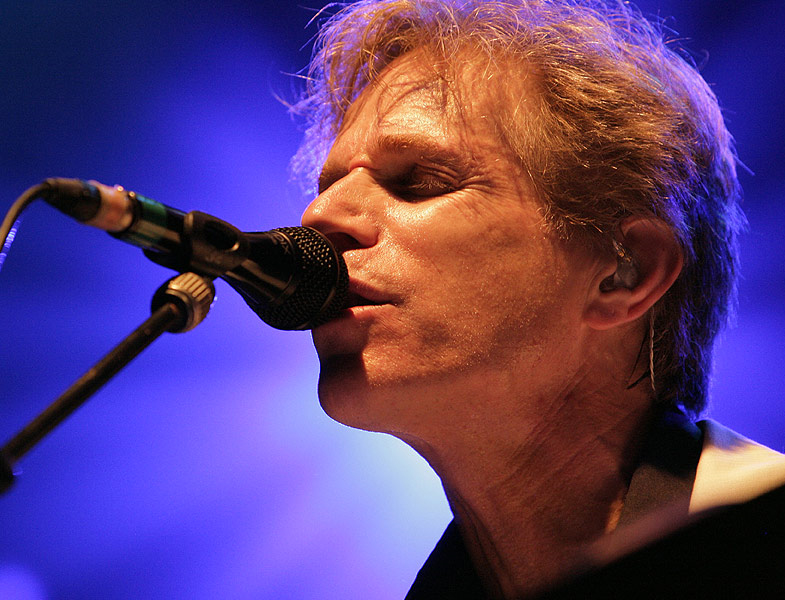
Rob Hyman, 2007

Robert Andrew „Rob“ Hyman (* 24. April 1950 in Meriden, Connecticut) ist ein US-amerikanischer Musiker, Songwriter, Arrangeur, Produzent und Gründungsmitglied der Rockband The Hooters.

## Werdegang
Hyman fing im Alter von vier Jahren mit dem Klavierspielen an und spielt zahlreiche Instrumente wie Klavier, Keyboard, Akkordeon, Melodica, Gitarre, Mandoline und auch Schlagzeug. Nachdem er in lokalen Bands in seiner Heimatstadt gespielt hatte, traf er an der University of Pennsylvania auf Eric Bazilian. Mit ihm gründete er zunächst zwei weniger erfolgreiche Bands namens Wax und Baby Grand – letztere veröffentlichte zwei Alben auf Arista Records – bevor die beiden 1980 die Band The Hooters ins Leben riefen.
Neben den Hooters arbeitet er auch für zahlreiche andere Künstler. Er besitzt ein eigenes Tonstudio, Elm Street Studios, in Philadelphia, Pennsylvania.
Im Jahr 2000 wurde er von der Philadelphia Music Alliance mit einer Plakette auf dem Philadelphia Walk of Fame geehrt.

### Erfolg mit den Hooters
Rob Hyman ist neben Eric Bazilian der musikalische Chef der Hooters. Mit ihm zusammen ist er Hauptsongschreiber der Band und für den typischen Sound verantwortlich.
Einem weltweiten Publikum wurde die Band bekannt, als sie 1985 das Live-Aid-Konzert in Philadelphia eröffneten. Besonderen Anklang fand ihre Musik daraufhin in Deutschland und Skandinavien. Nach 1995 machte die Band eine Pause und spielte 2001 erstmals wieder zusammen.
2019 traten Hyman und Bazilian als Eric Bazilian & Rob Hyman of The Hooters bei der Konzertreihe Night of the Proms als Gaststars auf.

### Arbeit mit anderen Künstlern
Noch bevor die Hooters über die Musikszene Philadelphias hinaus bekannt wurden, wurden Rob Hyman und Eric Bazilian gebeten, bei den Aufnahmen zum ersten Studioalbum einer bis dahin noch unbekannten Künstlerin namens Cyndi Lauper auszuhelfen. Beide arbeiteten als Musiker und Arrangeure an She’s So Unusual mit. Rob Hyman schrieb damals mit ihr den Welthit Time After Time und sang auch den Refrain mit. Dies brachte ihm 1985 eine Grammy-Nominierung für den Song of the Year ein. Auch an Laupers 1993 erschienenem Album Hat Full of Stars war er als Songschreiber und Studiomusiker beteiligt.
1995 arbeitete er als Songschreiber und Studiomusiker an Joan Osbornes Album Relish mit, das für mehrere Grammys nominiert war.
Im Jahr 1998 versammelten Rob Hyman und Rick Chertoff eine Anzahl von Künstlern – darunter Cyndi Lauper, Joan Osborne, Carole King und Mitglieder der Hooters – um das Konzeptalbum Largo zu produzieren, das von Antonín Dvořáks Sinfonie Aus der Neuen Welt inspiriert wurde.
Für die Filmmusik des Films Der Grinch war er als Songwriter und Produzent an dem Song Christmas of Love beteiligt.
Weitere Künstler, für die Hyman als Songschreiber, Produzent, Arrangeur oder Instrumentalist gearbeitet hat, sind beispielsweise Ricky Martin, dessen Hit Private Emotion eine Coverversion eines Hooters-Songs ist, Dar Williams, Patty Smyth, Jon Bon Jovi, The Chieftains und Carole King.

## Privates
Er ist verheiratet und hat zwei Söhne.

## Einzelbelege
1. ↑  Baby Grand Songs, Albums, Reviews, Bio & More. Abgerufen am 25. April 2023 (englisch).
2. ↑  Archivierte Kopie (Memento vom 27. Juli 2011 im Internet Archive)
3. ↑  Das sind die Stars 2019 – Notp.com –. P.S.E. Promotion of Special Events GmbH, abgerufen am 24. Dezember 2019.
4. ↑  Cutouts Gone Wild!: Various Artists, “Largo”. In: Popdose. 28. Februar 2008, abgerufen am 25. April 2023 (amerikanisches Englisch).
5. ↑  Der Grinch (2000) - Soundtracks - IMDb. Abgerufen am 25. April 2023 (deutsch).
6. ↑  Rob Hyman: Discography. 22. Februar 2004, archiviert vom Original am 22. Februar 2004; abgerufen am 25. April 2023.  Info: Der Archivlink wurde automatisch eingesetzt und noch nicht geprüft. Bitte prüfe Original- und Archivlink gemäß Anleitung und entferne dann diesen Hinweis.
7. ↑  Rob Hyman Songs, Albums, Reviews, Bio & More. Abgerufen am 25. April 2023 (englisch).

| Personendaten    | Personendaten                             |
| ---------------- | ----------------------------------------- |
| NAME             | Hyman, Rob                                |
| ALTERNATIVNAMEN  | Hyman, Robert Andrew (vollständiger Name) |
| KURZBESCHREIBUNG | US-amerikanischer Musiker                 |
| GEBURTSDATUM     | 24. April 1950                            |
| GEBURTSORT       | Meriden, Connecticut                      |